# De grootgarnaal
De grootgarnaal is een  stripverhaal uit de reeks van Jerom.

## Locaties
- laboratorium van professor Barabas, Garnau (vissersdorp aan de kust van Bretagne), dorpsplein, herberg, kasteel.

## Personages
In dit verhaal spelen de volgende personages mee:
- Jerom, Odilon, professor Barabas, tante Sidonia, burgemeester, dorpelingen, veldwachter, baron Xavier van de Garnalenburcht.

## Uitvindingen
- de scriptummeter, een uitvinding van professor Barabas

## Het verhaal
Jerom, tante Sidonia en Odilon gaan met de motor op vakantie na een gebeurtenis in het laboratorium van professor Barabas. Ze komen in Garnau, maar zien dat iedereen slaapt en zelfs de motor valt in slaap. De burgemeester deelt drank uit aan de dorpelingen. 's Nachts ziet Odilon garnaalmannen en hij wordt zelf ook gezien. De volgende ochtend ontdekken tante Sidonia en Jerom dat Odilon verdwenen is en tante Sidonia waarschuwt de burgemeester. Jerom vindt Odilon en de burgemeester en de veldwachter vertrekken, ze lijken de enige twee personen in het dorp die wakker zijn. Dan zien de vrienden een briefje met een waarschuwing om het dorp te verlaten, het is ondertekend door de grootgarnaal. De vrienden gaan zwemmen, maar dan komt de veldwachter en wil hen bekeuren; zwemmen blijkt verboden te zijn. De vrienden gaan terug naar de herberg en horen daar dat ze geen rekening hoeven te betalen. Jerom rijdt naar een plek waar hij 's nachts wil blijven om te zien wat er in het dorp gebeurt. Ze zien de burgemeester en de veldwachter bij drie garnaalmannen in het water. Tante Sidonia neemt dan contact op met Morotari. 
Professor Barabas beantwoordt de oproep en stuurt materialen voor diepzeeonderzoek. De duikersklok wordt gesaboteerd al tante Sidonia onder water is, maar ze komt ongedeerd weer boven. Dan ontmoeten de vrienden Xavier en hij vertelt dat het dorp door zijn voorvader, Willem de Garnalenvanger, is gesticht. Pascal de Garnau ging bezig met scheikundige proeven en een vat rolde in zee. Sinds die dag vingen de garnalenvissers geen garnalen meer en het dorp stierf uit. De man werd krankzinnig en ging een masker dragen en soms komt hij in het dorp spoken. Xavier wil het dorp samen met de burgemeester en veldwachter in stand houden en deelt voedsel uit aan de dorpelingen. Ze weren vreemdelingen, omdat het voedsel schaars is. Xavier vertrekt en Odilon ontdekt dat de duikspullen zijn verdwenen. Jerom duikt het water in en ziet vissen zwemmen, het verhaal over het gif is dus gelogen. Hij ontdekt een trap en komt bij een stalen deur, maar wordt dan gevangengenomen door een garnaalman die hem verdoofd. Odilon en tante Sidonia zien hoe er opnieuw voedsel en drank wordt uitgedeeld en ontdekken dat er slaappoeder in gegooid wordt. Odilon wordt door de veldwachter gevangen. 
Jerom ontwaakt en ontdekt dat hij in het kasteel is opgesloten. Hij kan met behulp van zijn motor ontsnappen en rijdt naar tante Sidonia. Professor Barabas arriveert in een raket en hij heeft garnalenmaskers meegenomen die als duikmasker dienen. Professor Barabas en tante Sidonia gaan met de maskers naar het water en volgen de andere garnalenmannen naar een onderzeese steengroeve. Ze zien hoe onderzeese woningen gebouwd worden. Tante Sidonia wordt ontdekt en naar de  hoofdgarnaal en zijn staf gebracht. Ze hoort dat de inwoners van het dorp overdag slapen en 's nachts zware arbeid verrichten. Odilon kan ontsnappen en treft professor Barabas. Ze gaan samen naar de raket en zien Jerom  vlakbij. Ze gaan met de motor naar het kasteel en Jerom maakt een gleuf van de slotgracht naar de zee. Jerom stormt het kasteel binnen en verslaat de hoofdgarnaal, het blijkt de baron te zijn. De baron legt uit dat hij echt heeft geprobeerd de bevolking te helpen, maar ze bedronken zich en werden lui. Hij hypnotiseerde hen en liet ze 's nachts werken. De baron, de burgemeester en de agent beseffen dat ze slecht gehandeld hebben. Morotari geeft de mannen een tweede kans en de baron laat tante Sidonia vrij. De vrienden gaan weer naar huis.